# Черкізово (станція)
Черкізово — вантажопасажирська залізнична станція Малого кільця Московської залізниці у Москві. На станції розташована пасажирська платформа МЦК Локомотив та Східний вокзал.

## Опис
Розташовується між Черкізовським парком ( у Черкізово) і промзоною на заході Гольянова (в Калошино), у безпосередній близькості від станції метро «Черкізовська». Над південною горловиною станції знаходиться Щелковський шляхопровід (споруджений в 1969 році), яким Велика Черкізовська вулиця з'єднується з Щелковським шосе.

## Відгалуження
Від станції відгалужуються лінії до ТЕЦ-23 і Черкізовського заводу Метробуду, кущ колій до південної частини Калошинської промзони, а також колія до комплексу Електрозаводу (на березі Яузи).

## Ресурси Інтернету
- Справочник железнодорожных станций
- Забытое кольцо Москвы [Архівовано 17 вересня 2016 у Wayback Machine.]

 Вікісховище має мультимедійні дані за темою: Черкізово (станція)